# Barbarije

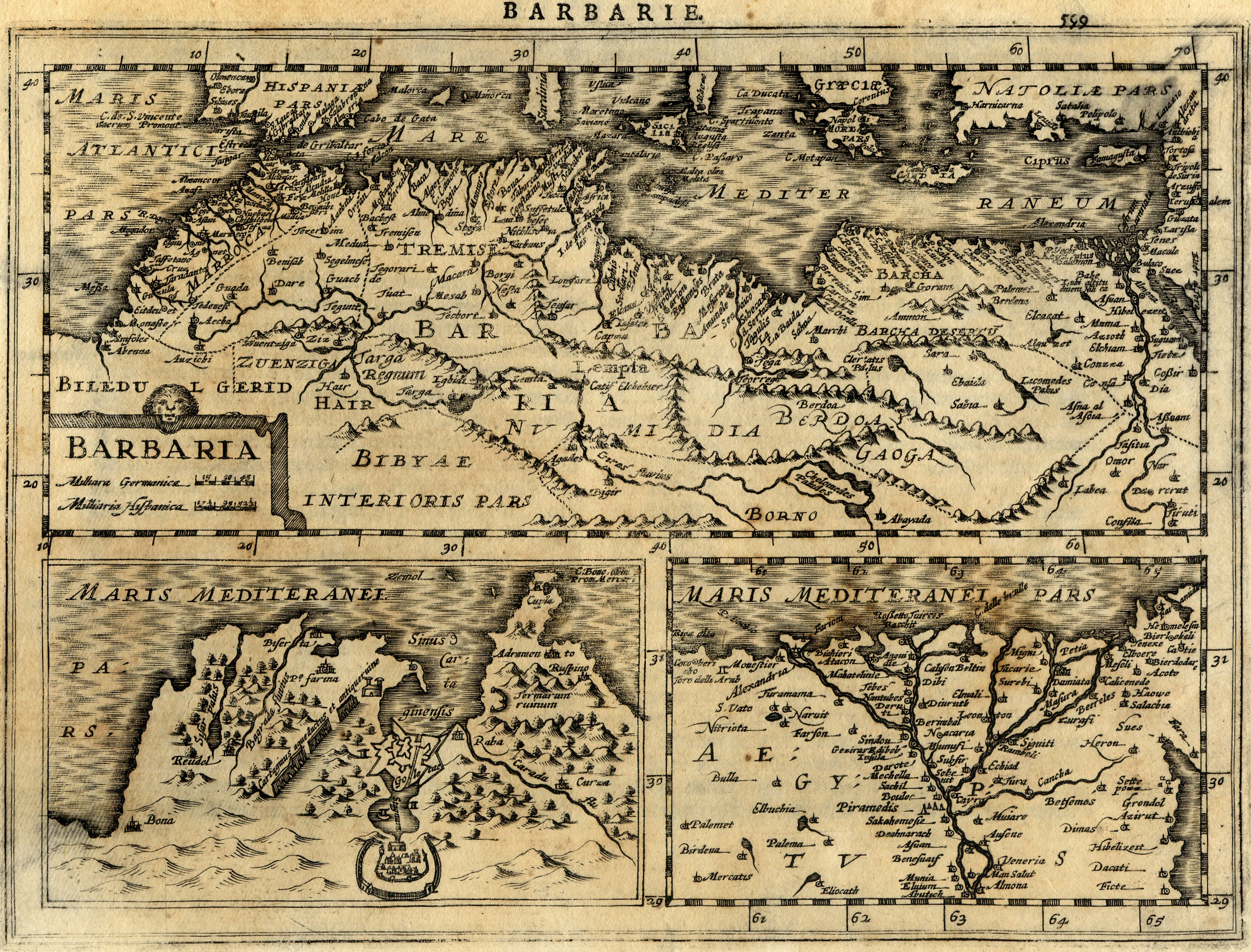
Barbarije op een kaart van Gerardus Mercator (1630)

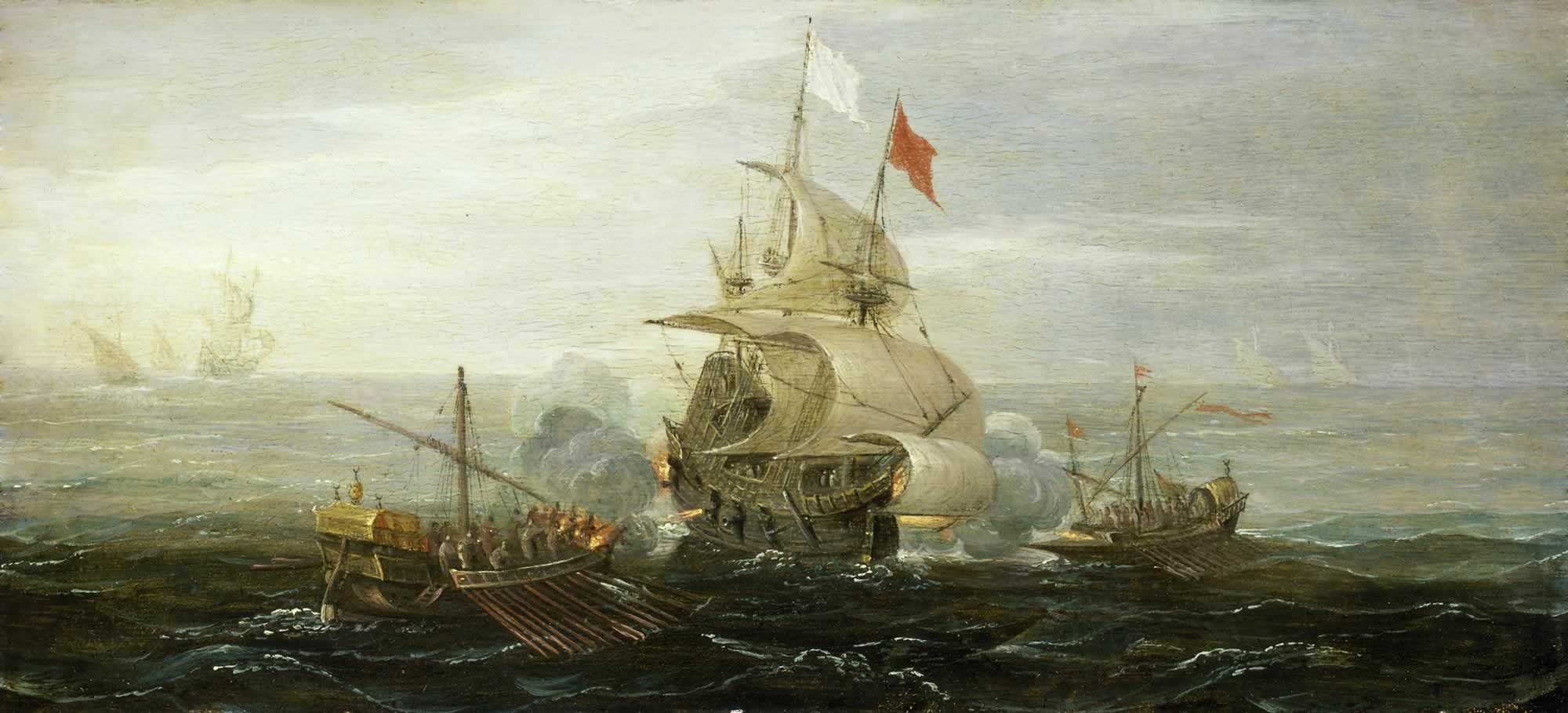
Frans schip aangevallen door Barbarijse piraten.

Barbarije  was van de 16e tot in de 19e eeuw de benaming van een gedeelte van de kustgebieden van Noord-Afrika. Het bestreek de huidige Noord-Afrikaanse landen zoals: Marokko, Algerije, Tunesië en Libië. In die periode zijn er zo'n 1.250 000 Europeanen ontvoerd. Sommige werden vrijgelaten voor losgeld, andere werden gehouden onder slechte condities. Het woord Barbary of Barbarijn stamt af van het Grieks-Romeins ''barbaar''. Het kwam weer in gebruik, nadat tussen de 16de en 19de eeuw de Middellandse Zee constant geplaagd werd door moslimpiraten en kapers. Hierdoor waren de Europese opkomende machten geneigd de moslims te zien als ver van de wereld van beschaving en dus Barbarijns.

## Geschiedenis
Alhoewel Barbarije een taalkundige eenheid was, kende het in de oudheid zelden politieke eenheid. Het lukte alleen Massinissa om het gebied gedurende enkele decennia te verenigen. De invoering van de islam bleek echter een middel tot vereniging en zo konden de Idrissiden de regio grotendeels verenigen onder één politiek centrum, de hoofdstad Fez. Na hen lukte het alleen nog de Hafsiden om het gebied als eenheid te besturen. Toen de laatste machtige Berberse dynastieën vielen, de Meriniden in de 15e eeuw en de Hafsiden in de 16e eeuw, ontstond in het gebied een machtsvacuüm. De plaatselijke Berbergemeenschappen waren zo goed als onafhankelijk van de centrale regering, terwijl de Arabische Banu Hilal-stammen hun macht in snel tempo konden uitbreiden. Tegen het einde van de Middeleeuwen hadden de sultans nauwelijks soevereiniteit en was er sprake van anarchie in de Maghreb.

## Barbarijnse zeerovers
Barbarijnse zeerovers waren moslims die zich vestigden aan de kust van de Middellandse Zee en het beroep van zeerover of piraat uitoefenden en deel hadden aan de kaapvaart. Berucht waren in Europa vooral de Barbarijse zeerovers, die de Middellandse Zee en delen van de Atlantische Oceaan tot aan IJsland toe onveilig maakten, evenals de slavenmarkten waar buitgemaakte Europese en Afrikaanse slaven werden verhandeld door de Barbarijnen. Vanaf de 17e eeuw (volgens de overlevering al sinds de 14e eeuw, onder andere door de Gelderse hertog Willem van Gulik) werden er strafexpedities georganiseerd om de kapers in toom te houden. Een bekende kaperjager was Michiel Adriaenszoon de Ruyter. De Ottomaans-Albanese zeerover Barbarossa Khair ad-Din Pasha, die vanuit Barbarije opereerde, zou later Grootadmiraal van het Ottomaanse Rijk worden.
In de 18e eeuw werden veel Barbarijse kapersnesten na herhaalde en hevige gevechten vernietigd door Europese strafexpedities, maar nog tot ver in de 19e eeuw bleef er (soms ernstige) overlast van Barbarijse zeeroverij voor de handelsvaart.

## Ottomaanse vazalstaten
Vanaf de 16e eeuw heerste het Turkse Ottomaanse Rijk over veel noordelijke delen van Noord-Afrika, soms daadwerkelijk en soms nominaal of symbolisch. Dit reguleerde de kaapvaart enigszins, maar verhoogde de spanning met Spanje, dat uitbreidingsplannen had in Noord-Afrika. De Ottomanen bemoeiden zich vaak met de interne zaken van Marokko. Het Marokkaanse Koninkrijk verplaatste zijn hof van Fez naar Marrakesh om de Ottomaanse druk te ontlopen.
De Ottomaanse heerschappij over Algerije, Tunesië en Libië was beperkt tot de noordelijke vlaktes en kustgebieden. De inwoners in de bergen, hoge tafellanden en woestijnen bleven grotendeels onafhankelijk.

## Benaming en imago
De Nederlandse benaming is ontleend aan het Latijn en is verwant met het Middelnederlandse woord barbarien, dat duidt op heidenen en ongelovigen, in het bijzonder op Saracenen. Het heeft in het algemeen een negatieve bijklank gehad, maar wijst niet per se op een ruw of wreed mens, in tegenstelling tot het huidige woord barbaar. Al in de oudst bekende vastlegging uit 1290 verwees het woord barbarien naar het gebied Barbarije. Dat was ruim voor de bloeitijd van de Barbarijse zeerovers, dus het is niet voor de hand liggend dat het gebied zijn Nederlandse naam ontleent aan deze gevreesde piraten. Toch wordt de aanduiding Barbarije, als historische term, vaak direct gekoppeld aan de zeerovers en hun oorlogen tegen Europese zeemachten en plunderingen aan de Europese kust. De benaming is vooral gekoppeld aan de bekende Eerste Barbarijse Oorlog, tussen 1801 en 1805, en de Tweede Barbarijse Oorlog in 1815, beide tegen de Verenigde Staten.